# Look
Look es un término de origen inglés que literalmente significa ojeada general, aspecto general o apariencia general y que en español, en francés, y en otros idiomas, es corrientemente utilizado para designar el aspecto, y/o el estilo de vestir de una persona. En el idioma inglés, el look particularmente designa la vestimenta de una persona.
Expresión corriente en francés que generalmente se utiliza en sentido positivo, y no con un tono irónico, burlón, o peyorativo, y que alaba la presentación y el estilo de vestimenta de una persona. En Francia, esta expresión se popularizó particularmente a partir de 1984, gracias al éxito de la canción T'as le look coco de Laroche Valmont. El autor oportunamente explicó que tuvo la idea de este título y de la canción, ya que Guy Lux frecuentemente utilizaba esa expresión para elogiar a un artista por la vestimenta seleccionada para salir a escena.